# Paul Daimler
Paul Daimler (13 de septiembre de 1869-15 de diciembre de 1945) fue un empresario, ingeniero y diseñador automovilístico alemán. Hijo del célebre pionero del automóvil Gottlieb Daimler, estuvo vinculado a lo largo de su carrera a las empresas Daimler-Motoren-Gesellschaft, Argus y Horch. 

## Semblanza

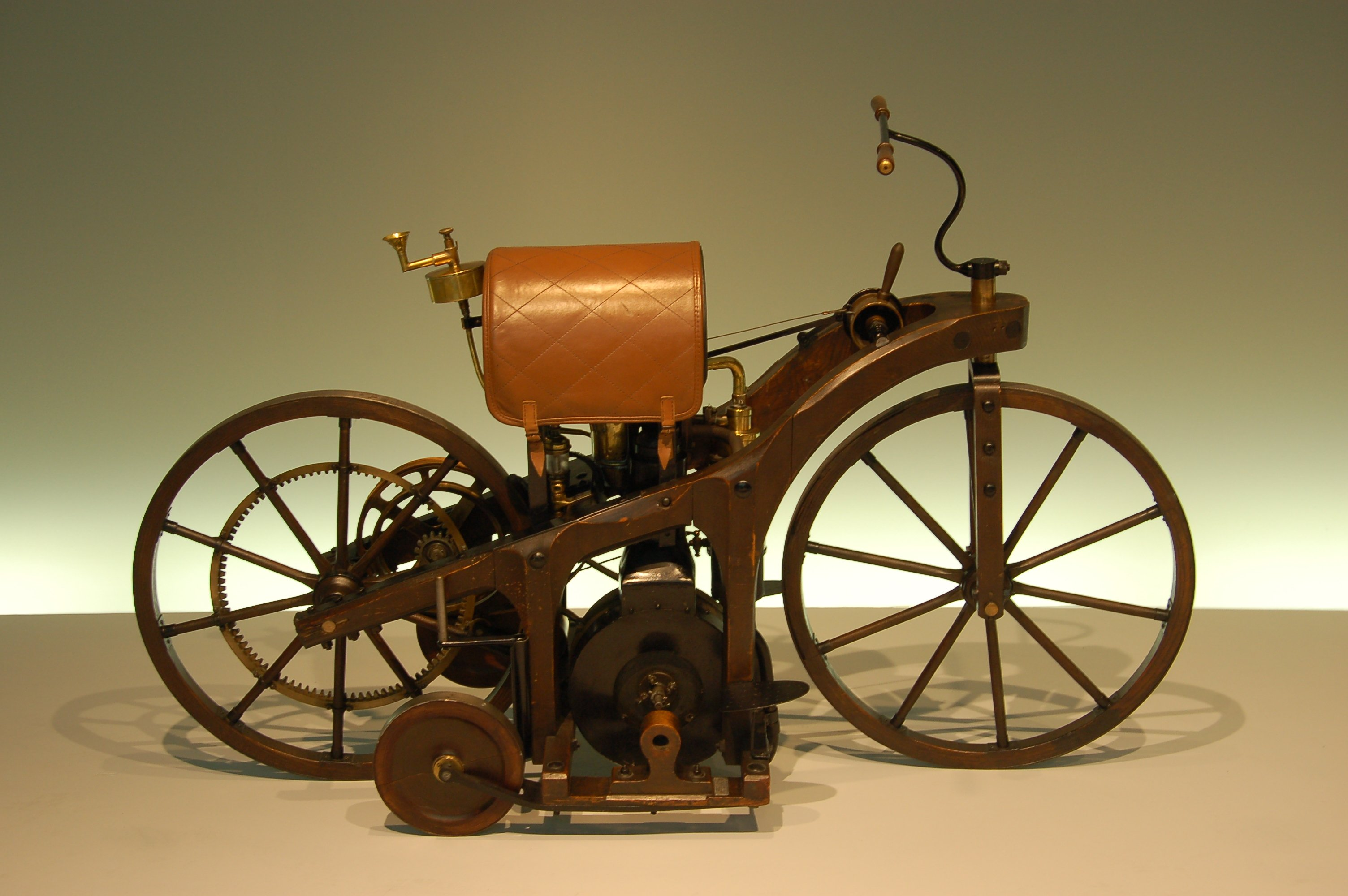
Daimler Reitwagen en el Museo Mercedes-Benz

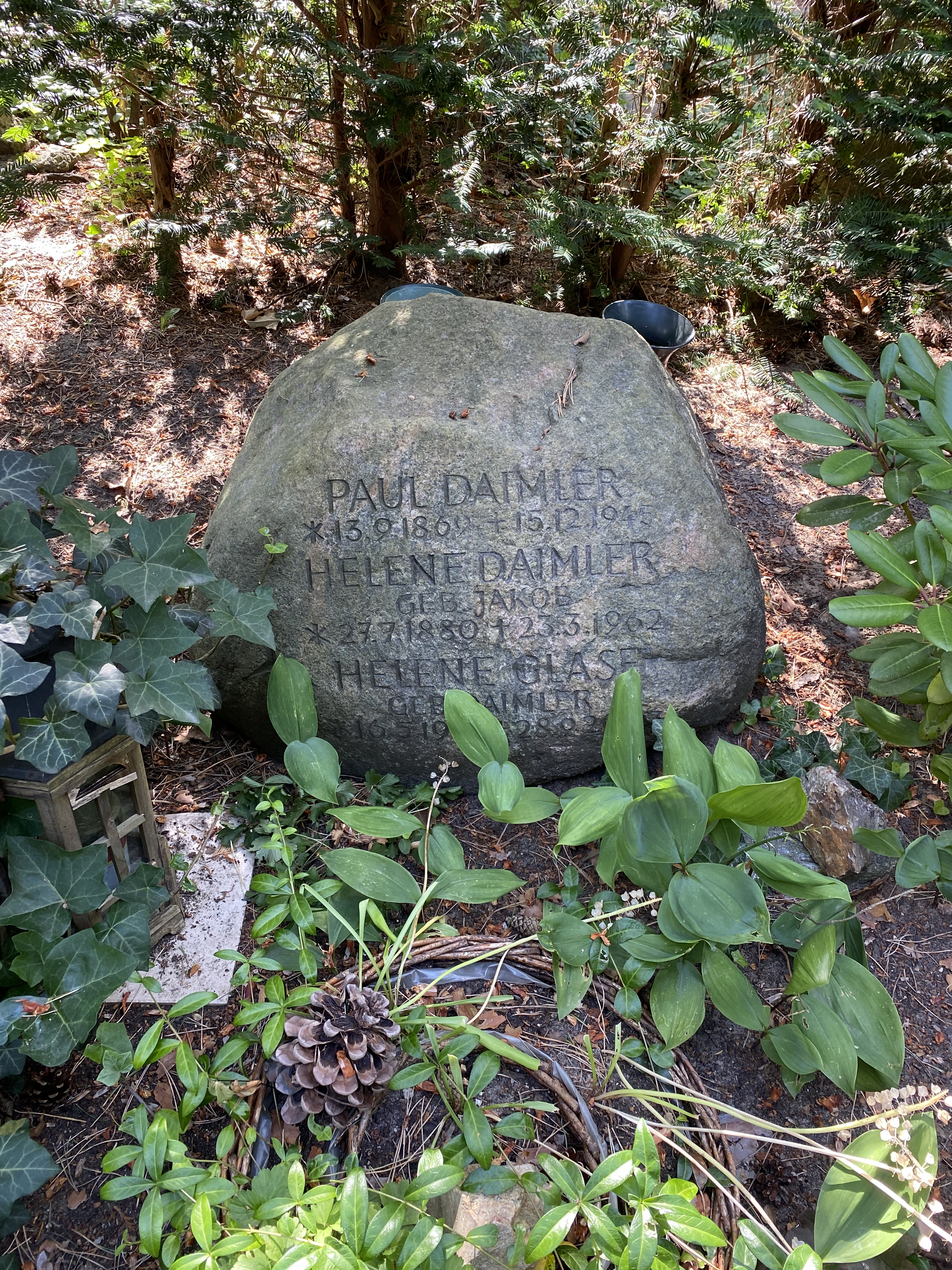
Tumba en el cementerio de Waldfriedhof

Daimler nació en Karlsruhe en 1869. Era el mayor de los cinco hijos de Gottlieb Daimler con su primera esposa, Emma Pauline Kurtz (1843-1889): Paul (1869-1945), Adolf (1871-1913), Emma (1873-1954), Martha (1878-1955) y Wilhelm (1881-1896). Después de estudiar en la Universidad de Stuttgart, trabajó inicialmente en la empresa de su padre en Cannstatt. En noviembre de 1885, con poco más de 16 años, realizó el viaje pionero entre Untertürkheim y Cannstatt con la Daimler Reitwagen diseñada por su padre, reconocida como la primera motocicleta de la historia.
En 1902, Paul Daimler se convirtió en socio personal de la Austro-Daimler en Wiener Neustadt, y ocupó el cargo de director técnico. Suyo es el diseño del Austro-Daimler Panzerautomobil con todas las ruedas motrices introducido en 1906. De 1907 a 1922 fue director técnico de Daimler-Motoren-Gesellschaft en Stuttgart-Untertürkheim, con factorías en Berlín-Marienfelde y Sindelfingen (desde 1915).
Moritz Straus, que poseía la mayoría de las acciones de las fábricas de coches Argus en Berlín y Horch en Zwickau, contrató a Paul Daimler como diseñador jefe para Argus el 1 de julio de 1923, donde fue responsable del desarrollo de los motores Horch además de los motores aeronáuticos hasta 1928. Fruto de su trabajo fue el sistema de levas hidráulicas, utilizado por primera vez en Alemania en 1931 en el Horch 670, y que en los Estados Unidos ya se había aplicado en 1930 al motor V16 del Cadillac 452.

Paul Daimler falleció en Berlín en 1945, a los 76 años de edad. Fue enterrado en el cementerio de Waldfriedhof, en el campo 006-467.